# Kevin Strootman
Kevin Strootman (født 13. februar 1990 i Ridderkerk) er en professionel fodboldspiller fra Holland der spiller som central midtbanespiller. Han har siden sommeren 2013 været på kontrakt med AS Roma der spiller i den italienske Serie A.
Han fik debut for Hollands fodboldlandshold i februar 2011.

## Karriere

### Sparta Rotterdam
Strootman blev født i Ridderkerk i Zuid-Holland. Han begyndte at spille fodbold i den lokale klub VV Rijsoord. I 2007 underskrev han en ungdomskontrakt med Sparta Rotterdam. I begyndelsen af 2008 blev han flyttet op på klubbens førstehold i Æresdivisionen, og to dage efter sin 18 års fødselsdag, debuterede han 15. februar 2008 for holdet i en udekamp mod Ajax Amsterdam, da han blev indskiftet i 2. halvleg. I den efterfølgende sæson blev Strootman fast mand på holdet, og han blev i alt noteret for 25 kampe og to mål i Æresdivisionen 2008-09. I den efterfølgende sæson var han igen fast mand for klubben, men kunne ikke forhindre en nedrykning til Eerste divisie. Efter nedrykningen spillede Strootman yderlige et halvt år for Sparta Rotterdam.

### FC Utrecht
I vinterpausen 2010-11 underskrev Strootman en kontrakt med æresdivisionsklubben FC Utrecht gældende indtil 2015. Han fik comeback i landets bedste række den 19. januar 2011, da han for Utrecht var med til at vinde 2-1 over VVV-Venlo. Fire dage senere scorede han to mål i 3-0 sejren over Ajax. Strootman spillede 14 ligalampe i forårssæsonen, og klubben endte på 9. pladsen og gik efterfølgende glip af deltagelse i europæiske turneringer.

### PSV Eindhoven
Kevin Strootman blev 28. juni 2011 solgt til den hollandske storklub PSV Eindhoven, sammen med holdkammeraten fra Sparta Rottersam, Dries Mertens. PSV måtte betale 13 millioner euro for begge spillere i en samlet handel.

### Landshold
Strootman debuterede 9. februar 2011 for Hollands fodboldlandshold i en kamp mod Østrig. I midten af maj 2012 blev han af landstræner Bert van Marwijk udtaget til Europamesterskabet i fodbold, der skulle spilles i Ukraine og Polen. Han var den 5. juni 2012 registreret for 11 landskampe og ét mål for nationalmandskabet.